# Blaž Kramer
Blaž Kramer (Celje, 1 de junio de 1996) es un futbolista internacional esloveno que juega de delantero en el Al-Okhdood Club de la Liga Profesional Saudí.

## Selección nacional
Tras jugar con la selección sub-19 y sub-21 de Eslovenia, Blaž Kramer debutó con la selección absoluta el 6 de septiembre de 2020, en un partido de la Liga de Naciones de la UEFA contra Moldavia que finalizó con un resultado de 1-0 a favor del combinado esloveno tras el gol de Damjan Bohar.

## Clubes
| Club                     | País           | Año       | Partidos | Goles |
| ------------------------ | -------------- | --------- | -------- | ----- |
| N. K. Šampion            | Eslovenia      | 2014-2016 | 33       | 25    |
| N. K. Aluminij           | Eslovenia      | 2016-2017 | 31       | 6     |
| VfL Wolfsburgo II        | Alemania       | 2018-2019 | 48       | 26    |
| F. C. Zürich             | Suiza          | 2019-2022 | 89       | 21    |
| Legia de Varsovia        | Polonia        | 2022-2024 | 57       | 17    |
| Konyaspor                | Turquía        | 2024-2025 | 34       | 12    |
| Al-Okhdood Club (cedido) | Arabia Saudita | 2025-     |          |       |

## Palmarés

### Títulos nacionales
| Título               | Club              | País    | Año     |
| -------------------- | ----------------- | ------- | ------- |
| Superliga de Suiza   | F. C. Zürich      | Suiza   | 2021-22 |
| Copa de Polonia      | Legia de Varsovia | Polonia | 2022-23 |
| Supercopa de Polonia | Legia de Varsovia | Polonia | 2023    |